# Порозово
Порозово је насељено место у Русији. Припада Ивановској области. Налази се на 130 m надоморске висине.